# Moskorzew
Moskorzew is een dorp in de Poolse woiwodschap Święty Krzyż. De plaats maakt deel uit van de gemeente Moskorzew en telt 644 (Moskorzew+Perzyny) inwoners.